# هکتور فرسکی
هکتور فرسکی (انگلیسی: Héctor Freschi؛ زادهٔ ۲۲ مهٔ ۱۹۱۱) یک بازیکن فوتبال اهل آرژانتین است.
وی همچنین در تیم ملی فوتبال آرژانتین بازی کرده‌است.